# Bjorn Fratangelo
Bjorn Fratangelo (n, 19 de julio de 1993 en Pittsburgh, Estados Unidos) es un jugador de tenis estadounidense. En su carrera no ha conquistado torneos a nivel ATP y su mejor posición en el ranking fue n.99 en junio de 2016. Su mayor logro es haber ganado el Roland Garros de 2011 en la categoría júnior, en la final ganó a Dominic Thiem por 3–6, 6–3, 8–6.

## Vida personal
Desde noviembre de 2024 está casado con la tenista Madison Keys. 

## Títulos Challenger
| Leyenda               | Individuales | Dobles |
| --------------------- | ------------ | ------ |
| ATP Challenger Series | 4            | 0      |

### Individual (4)
| N.º | Fecha                 | Torneo                   | Superficie        | Oponentes       | Resultado     |
| --- | --------------------- | ------------------------ | ----------------- | --------------- | ------------- |
| 1.  | 9 de febrero de 2015  | Challenger de Launceston | Dura              | Hyeon Chung     | 4–6, 6–2, 7–5 |
| 2.  | 24 de abril de 2016   | Challenger de Savannah   | Tierra batida (v) | Jared Donaldson | 6–1, 6–3      |
| 3.  | 14 de octubre de 2018 | Challenger de Fairfield  | Dura              | Alex Bolt       | 6-4, 6-3      |
| 4.  | 20 de marzo de 2021   | Challenger de Cleveland  | Dura              | Jenson Brooksby | 7-5, 6-4      |

### Finalista (3)
| N.º | Fecha               | Torneo                      | Superficie    | Oponentes           | Resultado |
| --- | ------------------- | --------------------------- | ------------- | ------------------- | --------- |
| 1.  | 14 de junio de 2015 | Challenger de Caltanissetta | Tierra batida | Elias Ymer          | 3–6, 2–6  |
| 2.  | 26 de julio de 2015 | Challenger de Binghamton    | Dura          | Kyle Edmund         | 2–6, 3–6  |
| 3.  | 15 de mayo de 2016  | Challenger de Burdeos       | Tierra batida | Rogério Dutra Silva | 3–6, 1–6  |